# Spiral (serie televisiva)
Spiral (Engrenages) è una serie televisiva francese prodotta dal 2005 e trasmessa su Canal+.

## Trama
La serie descrive il lavoro giorno per giorno e la vita di sei dipendenti del sistema giudiziario: un capitano di polizia e i suoi due luogotenenti, un giudice, un pubblico ministero e un avvocato.

## Personaggi
- Caroline Proust: capitano di polizia Laure Berthaud. Abile agente di polizia criminale che conduce un gruppo di indagine da una divisione territoriale, è conosciuta per la sua energia e tenacia, ma anche per i suoi metodi duri e talvolta borderline. Devota al suo lavoro, è molto legata agli uomini della sua squadra, e farebbe di tutto per proteggerli quando fanno degli errori. Sebbene abbia un certo successo con gli uomini, la sua vita privata è un disastro e non sembra in grado di costruire un rapporto duraturo.
- Grégory Fitoussi: assistente procuratore Pierre Clément. È un giovane magistrato con una promettente carriera, crede nella sua professione e nell'integrità della giustizia. Il suo successo e il suo forte senso di giustizia, però, gli provocano l'ostilità del suo superiore, il potente procuratore della Repubblica di Parigi. I suoi amici stretti e confidenti sono il capitano Berthaud e il Giudice Roban, ma anche, più sorprendentemente, l'avvocata Joséphine Karlsson.
- Philippe Duclos: giudice François Roban. È un esperto magistrato inquirente (giudice d'istruzione), solitario e laborioso, che conosce tutti i trucchi del mestiere. Spesso rimproverato per la sua freddezza e talvolta anche crudeltà con i sospettati e i testimoni, Roban attribuisce molta importanza alla sua indipendenza dai poteri esecutivi. Tuttavia, si renderà conto che il suo lavoro ha quasi distrutto la sua vita e le persone che amava.
- Thierry Godard: tenente di polizia Gilles "Gilou" Escoffier. È membro di lunga data della squadra di Laure Berthaud, che per lui è praticamente una famiglia. Come il suo capitano, Gilou è solito usare metodi piuttosto borderline, e spesso i due si coprono l'un l'altro per sfuggire a inchieste disciplinari. Avendo difficoltà nel sopportare la durezza del suo lavoro, spesso finisce col fare uso di droghe.
- Fred Bianconi: tenente di polizia Luc "Tintin" Fromentin. Responsabile e ragionevole, è anche lui uno degli elementi stabili del gruppo della Berthaud. Generalmente disapprova i metodi dei suoi colleghi e, pertanto, è spesso combattuto tra l'allontanarsi dall'illegalità e tradire i suoi amici.
- Audrey Fleurot: avvocata penalista Joséphine Karlsson. Intelligente, affascinante e molto cinica, è estremamente ambiziosa e sempre alla ricerca di casi che le facciano guadagnare il massimo di fama e denaro. Trova eccitante difendere i peggiori criminali e non esita a fare il doppio gioco pur di ottenere ciò che vuole. Tuttavia, i suoi loschi traffici e il suo odio per la polizia finiranno per metterla nei guai.

## Episodi
| Stagione         | Episodi | Prima TV originale | Prima TV Italia |
| ---------------- | ------- | ------------------ | --------------- |
| Prima stagione   | 8       | 2005-2006          | 2009            |
| Seconda stagione | 8       | 2008               | 2009            |
| Terza stagione   | 12      | 2010               | 2013            |
| Quarta stagione  | 12      | 2012               | 2013            |
| Quinta stagione  | 12      | 2014               | inedita         |
| Sesta stagione   | 12      | 2017               | inedita         |
| Settima stagione | 12      | 2018               | inedita         |
| Ottava stagione  | 10      | 2020               | inedita         |